# Marco Cornélio Cetego (cônsul em 160 a.C.)
Marco Cornélio Cetego (em latim: Marcus Cornelius Cethegus) foi um político da gente Cornélia da República Romana eleito cônsul em 160 a.C. com Lúcio Anício Galo.

## Primeiros anos
Em 171 a.C., foi um dos emissários enviados à Gália Cisalpina para investigar o motivo de Caio Cássio Longino ter abandonado sua província consular. Dois anos depois, foi triúnviro coloniae deducendae para ampliar a colônia de Aquileia com novos habitantes.

## Consulado (160 a.C.)
Cetego foi eleito cônsul em 160 a.C. com Lúcio Anício Galo. Supervisionou o trabalho que reclamou aos romanos parte dos Pântanos Pontinos. Durante seu mandato foram celebrados os jogos funerários de Lúcio Emílio Paulo Macedônico, que contaram com a apresentação da peça Adelphoe, de Terêncio. Cícero conta que este ano era lembrado pela sua excepcional safra de vinho.